# Росстани (Пермский край)
Росстани — деревня в Осинском городском округе Пермского края России.

## Географическое положение
Деревня находится на расстоянии примерно 13 километров на юг-юго-восток от села Гремяча Осинского городского округа.

## История
С 2006 по 2019 год входила в состав Гремячинского сельского поселения Осинского района. После упразднения обоих муниципальных образований стала рядовым населенным пунктом Осинского городского округа. 

## Климат
Характеристики климата: − среднегодовая температура воздуха равна +1,7°С; − абсолютная минимальная температура -54°С; − абсолютная максимальная температура +38°С; − продолжительность безморозного периода – 114 дней; − годовое количество осадков – 598 мм; − средняя мощность снегового покрова – 64 см; − средняя многолетняя глубина промерзания почвы под снежным покровом – 71 см., наибольшая – 126 см, с первой декады ноября по последнюю декаду апреля; − глубина промерзания грунтов под оголенной поверхностью – 1,9 м.

## Население
Постоянное население составляло 2 человека (100% русские) в 2002 году, 1 человек в 2010 году. 